# Жаксиколь
Жаксико́ль (каз. Жақсыкөл) — колишнє село у складі Уїльського району Актюбінської області Казахстану. Входить до складу Караойського сільського округу. Ліквідоване у 2012 році.
Населення — 35 осіб (2009; 138 у 1999).